# Pediasia cistites
Pediasia cistites là một loài bướm đêm trong họ Crambidae.